# Віплавкі
Віплавкі (пол. Wipławki, нім. Wieplack) — село в Польщі, у гміні Бартошиці Бартошицького повіту Вармінсько-Мазурського воєводства.